# Lijst van informatici
Op deze pagina wordt een alfabetische lijst gegeven van mensen die een bijdrage hebben geleverd aan de informatica.
Zie ook: Categorie:Informaticus.

## A
- Leonard Adleman
- Yehuda Afek
- Alfred Aho
- Howard Aiken
- Gerard Alberts
- Frances E. Allen
- Paris Avgeriou

## B
- Charles W. Bachman
- John Backus
- Paul Baran
- Theo Bemelmans
- Gerrit Blaauw
- Grady Booch
- Anita Borg
- Bert Bos
- Sergey Brin
- Coenraad Bron
- Frederick Brooks
- Kimberly Bryant

## C
- Robert Cailliau
- Kim Cameron
- Vinton Cerf
- Raymond Chen
- John Cocke
- Ted Codd
- Ward Cunningham

## D
- Ole-Johan Dahl
- Jan Dietz
- Edsger Dijkstra
- Arie Duijvestijn

## E
- Wim Ebbinkhuijsen
- Philip Emeagwali
- E. Allen Emerson
- Douglas Engelbart

## F
- Jeffrey Friedl

## G
- Bill Gates
- Charles Geschke
- Adele Goldberg
- Harry H. Goode

## H
- J. Storrs Hall
- Richard Hamming
- Wim Hartman
- Juris Hartmanis
- Jaap van den Herik
- Bob Herschberg
- Tony Hoare
- John Hopcroft
- Grace Murray Hopper
- David Huffman

## I
- Kenneth Eugene Iverson

## J
- Ivar Jacobson
- Mario Jeckle
- Simon Peyton Jones
- Stef Joosten
- Steve Jobs

## K
- Alan Kay
- Brian Kernighan
- Stephen Cole Kleene
- Donald Knuth

## L
- Tim Berners-Lee
- Rob Levin
- Barbara Liskov
- Ada Lovelace

## M
- Simon Marlow
- John McAfee
- John McCarthy
- Lambert Meertens
- Melanie Mitchell
- Robert Metcalfe
- Robin Milner
- Marvin Minsky
- Kevin Mitnick

## N
- Kristen Nygaard
- Peter Naur
- John von Neumann
- Sjir Nijssen
- Harry Nyquist

## O
- Jarkko Oikarinen
- John Ousterhout
- Mark Overmars

## P
- Tim Paterson
- Alan Perlis
- Amir Pnueli
- Willem van der Poel
- Martin De Prycker

## R
- Michael Rabin
- Eric Raymond
- Dennis Ritchie
- Ronald Linn Rivest
- Guido van Rossum
- James Rumbaugh

## S
- Adi Shamir
- Claude Shannon
- Joseph Sifakis
- Jan L.A. van de Snepscheut
- Frank Soltis
- Richard M. Stallman
- Remmer Willem Starreveld
- Bjarne Stroustrup

## T
- Andrew S. Tanenbaum
- Éva Tardos
- Robert Tarjan
- Larry Tesler
- Ken Thompson
- Ray Tomlinson
- Linus Torvalds
- Alan Turing

## V
- Koos Verhoeff

## W
- An Wang
- David Wheeler
- Maurice Wilkes
- James Hardy Wilkinson
- Sophie Wilson
- Niklaus Wirth
- Stephen Wolfram

## Z
- Philip Zimmermann
- Konrad Zuse